# 克拉普振盪器
克拉普振盪器是一種由電晶體（或真空管）與一組正反馈電路組成的振盪器。
它由杰姆斯·基尔敦·克拉泼在1948年发表。 根据Vačkář的文献， 此类振荡器是几个发明者自主开发的，其中由Gouriet开发的那个振荡器从1938年就一直在BBC工作。

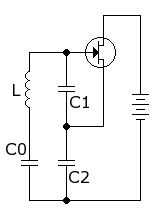
克拉普振盪器（電晶體所需的直流偏壓未標出）

根據下圖可知此電路使用1個電感與3個電容，其中的2個電容（C1及C2）用來分壓以決定施於電晶體輸入端的回授電壓。克拉普振盪器是以Colpitts振盪器為基礎，在原本的電感前多串聯1個電容。下圖中使用場效電晶體的振壓器電路的振盪頻率（單位為赫茲）是：
{\displaystyle f_{0}={1 \over 2\pi }{\sqrt {{1 \over L}\left({1 \over C_{0}}+{1 \over C_{1}}+{1 \over C_{2}}\right)}}\ .}
在設計使用1個可變電容調整頻率的變頻振盪器（Variable Frequency Oscillator，VFO）時，一般會選擇克拉普振盪器。若使用Colpitts振器設計的變頻振盪器，分壓部分的電路就得要使用1個可變電容（C1或C2）以改變回授電壓的大小，但改變回授電壓有時也使得Colpitts振盪器無法調敕到預期的振盪頻率範圍。若使用克拉普振盪器，因為分壓電路使用固定的電容，而且改在電感前串連1個可變電容（C0）所以不會出現這樣的問題。